# ホンクレch〜本指になってくれますか?〜
『ホンクレch～本指になってくれますか？～』（ホンクレチャンネル～ほんしに（以下略）～）は2人組YouTuberグループもしくは2020年2月からYouTubeで配信されているアダルトバラエティ番組およびユニット名である。

## 概要
風俗業界をもっと明るく！をテーマに、実際に風俗店に勤務する現役風俗嬢が出演し、動画配信を行っている。タイトルの「本指」は風俗用語である「本指名」の略で、接客したことのあるお客さんの2度目以降の来店で指名されることを意味する。
風俗業界にまつわる裏話やあるあるネタといったバラエティを中心に、出演者の日々の生活をドキュメンタリーとしても配信している。
2020年2月にリーダーのまりてんが当時勤めていた会社を辞めたことをきっかけに立ち上げ。暗くて汚い、ネガティブなイメージばかりが先行している風俗業界のイメージを少しでも変えたい、楽しんで仕事をしている女の子もいることを知ってほしいという想いからYouTubeで動画配信することを決意した。
当初はメンバーにて企画から編集作業まで行っていたが、現在は編集作業を外注している。
2021年3月1日にはサブチャンネル「真夜中の待機室（まよたい）」を立ち上げ、風俗で働く女性に向けてなるべく病まずに働くためのヒントや接客術を配信。女性向けの講習やセミナーも定期的に行っている。
2022年2月、YouTube動画内で3期メンバーとしてるるたんが加入。現在は2名のメンバーで活動している。

## 沿革
2020年
- 2月12日　当YouTubeチャンネル放送開始
- 5月1日　CAMPFIREにてスタジオ兼住居として「ホンクレハウス」の費用を募集。893,000円を集める。
- 6月22日　Abema『給与明細』に初登場。その後、潜入ガールを務めている。
- 12月9日　東京のライブハウス『下北沢ろくでもない夜』にてトークイベントに出演。

2021年
- 3月4日・6月26日　文化放送「卒業アルバムに1人はいそうな人を探すラジオ」に電話出演。
- 3月7日　TikTok『ホンクレch』スタート
- 5月15日　NHK総合『ノーナレ』に出演。
- 6月26日　大阪のトークライブハウス『梅田Lateral(ラテラル)』にてトークイベントを開催。
- 9月2日　日刊SPA!にまりてんの取材記事が掲載、Yahoo!ニュースにも掲載[3]。
- 10月18日　当YouTubeチャンネルの登録者数が10万人を突破。
- 10月15日　講談社『FRIDAY』に取材記事が掲載[4]。

2022年
- 1月5日　DMMオンラインサロンにて『風の谷系YouTuber「ホンクレ」公式ファンクラブ』をスタート
- 2月　3期生として、るるたんが加入。
- 8月　コアマガジン『実話BUNKAタブー』にるるたんの取材記事が掲載。

2023年
- 2月19日　CAMPFIREにて「ホンクレ×マジックミラー号(MM号)で各エリアのファンの方に挨拶周りがしたい！」の費用を募集。2,580,000円を集める。
- 3月　扶桑社『週刊SPA! 』に取材記事が掲載。
- 6月　小学館『週刊ポスト』に取材記事が掲載。
- 10月　集英社『週刊プレイボーイ』にるるたんのグラビア・取材記事が掲載。

## 出演者
- まりてん（2020年2月 - ）
- るるたん（2022年2月 - ）